# Mike Walker
Mike Walker, né le 28 novembre 1945 à Colwyn Bay (pays de Galles), est un footballeur gallois, qui évoluait au poste de gardien de but à Colchester United. 
Devenu entraîneur, il brille surtout du côté de Norwich City. En une saison et demie, il parvient à transformer les Canaris d'une équipe menacée de relégation en une formation capable de se qualifier pour la coupe UEFA et d'y éliminer, notamment, le Bayern Munich. Fin tacticien, privilégiant les combinaisons offensives les plus élaborées au très british « kick and rush ». 
Mais en janvier 1994, il démissionne de son poste de manager à Norwich et se lance dans un nouveau défi : sortir de son marasme le club d'Everton FC. Sauvant à la dernière journée le deuxième club de Liverpool de la relégation, il sera démis de ses fonctions en novembre 1994, après un début de saison catastrophique.
Il retrouvera le banc de Norwich quelques années plus tard.
Mike Walker est le père du gardien international anglais Ian Walker.